# Фрідріх Зайтц
Фрідріх Зайтц, також Фрідріх Зейц, Фріц Зайц (нім. Friedrich Seitz, нім. Fritz Seitz, 12 червня 1848, Гюнтерслебен — 22 травня 1918) — німецький композитор і скрипаль.

## Біографія
Фрідріх Зайтц виріс в Гютерслебені в сільській родині. У 1865 році вступив в полк Готи, у складі якого в 1866 брав участь в Німецькій Війні (Австро-прусська війна). Після закінчення війни навчався грі на скрипці в Зондерсхаузені у колишнього концертмейстера Магдебурга Карла-Вільгельма Ульріха, на дочці якого пізніше одружився.
У 1874 році Зайтц навчався у придворного концертмейстера Дрездена професора Йоганна Крістофа Лаутербаха (нім. Johann Christoph Lauterbach). У 1869 році Зайтц був призначений першим скрипалем придворної капели Зондерхаузена, а з 1873 — придворним капельмейстером. У 1876 році Фрідріх Зайтц переїхав до Магдебург, де був концертмейстером міського театрального і концертного оркестру. Також, з ім'ям Зайтца пов'язане заснування першої в Магдебурзі музичної школи. З 1884 року очолював палацовий оркестр в Дессау. У 1888 році був також концертмейстером фестивалю в Байройті (Байройтський фестиваль).
Фрідріх Зайтц був одним з найвідоміших скрипалів свого часу і багато гастролював. Його гру можна було почути не тільки в багатьох містах Німеччини, а й за її межами, у тому числі в Лондоні та Голландії, де він виконував соло в супроводі Кобургської опери. У 1908 році Зайтц вийшов на пенсію. Від князя Шварцбург-Зондерхаузенского і герцога Ангальтського Фрідріх Зайтц отримав орден мистецтва і науки за багатогранний внесок у мистецтво і тривалу педагогічну діяльність.
Найзнаменитіша учениця Зайтца — кінодіва Марлен Дітріх.

## Твори
Серед його творів — «Kleine Violinschule» (маленька школа гри на скрипці), яка і донині входить в репертуар юних скрипалів. Більшість творів Зайтца, витримані в романтичному стилі, складають твори для скрипки і фортепіано, серед яких найбільшу популярність здобули 8 учнівських концертів для скрипки та фортепіано. Також серед його творів 3 учнівські тріо для фортепіано, скрипки та віолончелі та ораторія «Страсті» (нім. Die Passion). У 2003 році на честь Зайтца була названа вулиця в його рідному місті.